# El Sur (diario)
El Sur es un periódico chileno publicado en la ciudad de Concepción y que circula diariamente en las provincia homónima y de Arauco, en la región del Biobío. Fue fundado en 1882, con el abogado y político radical Juan Castellón Larenas como su principal impulsor. Desde 2006 es propiedad de El Mercurio S.A.P. de la familia Edwards, una empresa de medios de comunicación de corte conservador en el país.

## Historia

### Creación y primeros años

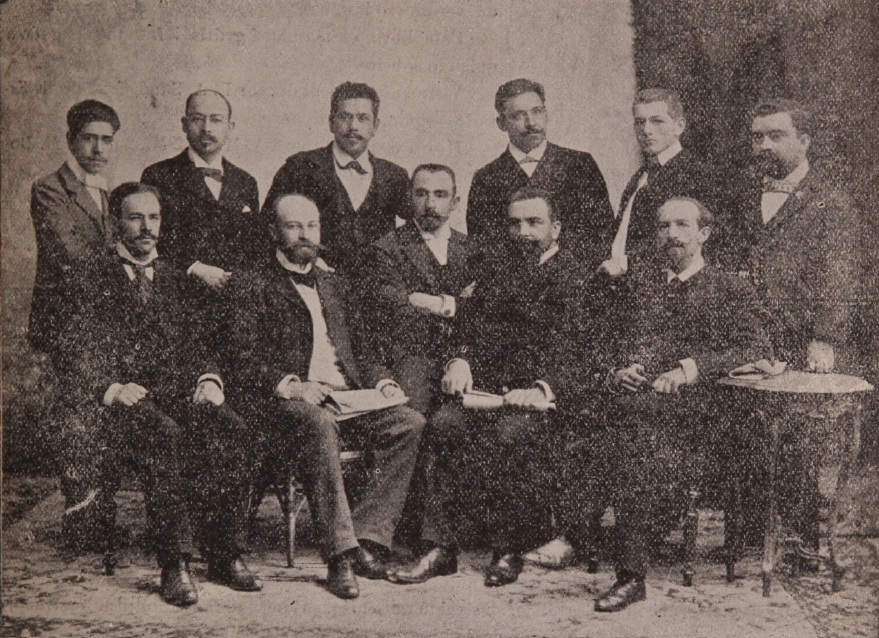
Miembros de El Sur en 1902: Alfredo Larenas, Julio Parada B., Enrique Sanhueza S., Aurelio Lamas B., A. Castellón Reyes, Litté Quiroga A., J. Santiago Reyes, Francisco Riquelme P., Eduardo Montti M., Javier Castellón R., Baudilio Santos P.

Su primer número fue publicado el 15 de noviembre de 1882, con solo 4 páginas. Es uno de los periódicos en circulación más antiguos de Chile.
El periódico se gestó dentro del Partido Radical de Chile, y Juan Castellón Larenas fue su principal impulsor y fundador. Los demás socios que conformaron el primer directorio del periódico fueron:
- Ignacio Ibieta y Rioseco
- Víctor Lamas Miranda
- Carlos Castellón Larenas
- Beltrán Mathieu Andrews
- Víctor Manuel Rioseco Cruzat
- Rafael de la Sotta Benavente
- Lisandro Martínez Rioseco
- Agustín Vargas Novoa
- Gregorio Burgos Figueroa
- Rafael de la Maza
- Luis Urrutia Rozas y
- Mariano Palacios Daroch

El periódico en sus inicios sufrió múltiples peligros de quiebra, por lo que en 1886 Castellón Larenas, Ibieta y Rioseco, Rioseco Cruzat y Burgos decidieron asumir el control total de la empresa.

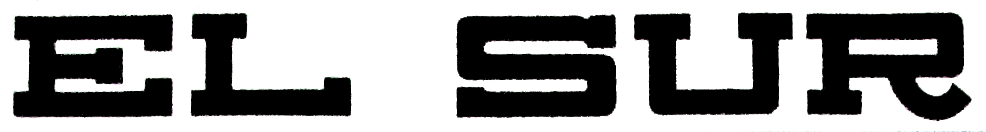
Logotipo de El Sur entre octubre de 1892 y agosto de 2007.

En 1889 las imprentas se trasladaron al hogar de Castellón Larenas, desde donde se convirtió en el centro de la oposición penquista al gobierno de José Manuel Balmaceda.
A principios de 1891 se ordenó desmantelar al periódico por su fuerte oposición al gobierno, pero al verse impedido de hacer esto, intentó silenciar al periódico entre enero y agosto del mismo año, cosa que tampoco dio resultado.
En la Revolución de 1891 El Sur dio amplia cobertura al hecho. Luego de la revolución, los encargados del periódico pasaron a tomar responsabilidades políticas en la región, y la administración del periódico pasó a manos del consorcio periodístico Plate y Tornero, quienes, progresivamente, transformaron al diario desde un vocero del Partido Radical a un diario informativo.
Aunque el Partido Radical fue perdiendo progresivamente el interés por el periódico, hasta el 19 de septiembre de 1904 El Sur perteneció a este organismo político. Ese día el periódico decidió independizarse del radicalismo. Unos meses después de que la firma Plate y Tornero asumiera la administración del periódico, esta se separó. Tornero abandonó el periódico, y Plate buscó un nuevo socio, que fue Andrés Lamas Benavente. Finalmente Plate también abandonó el negocio periodístico y Lamas asumió todo el control sobre el periódico.

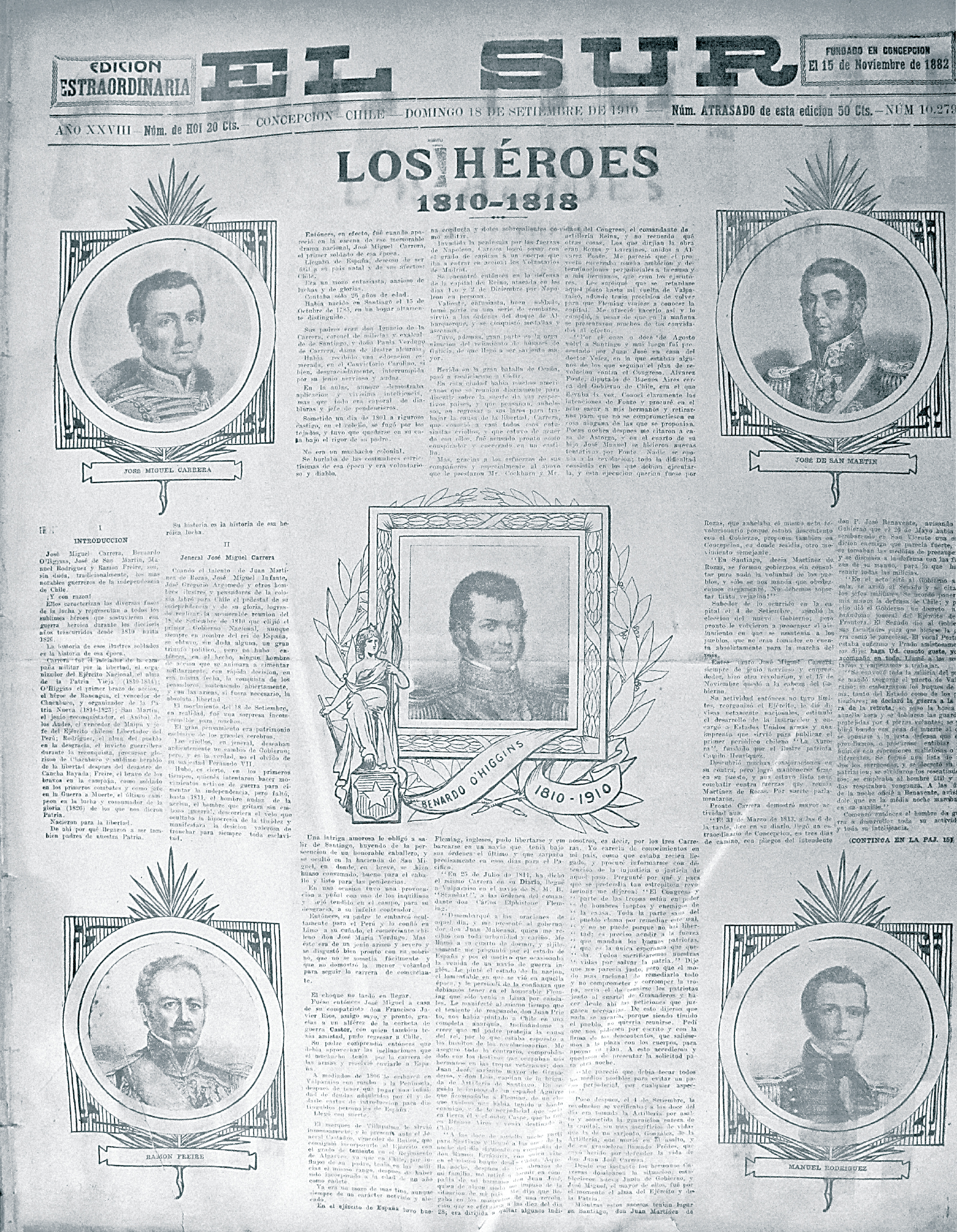
Portada de la edición de El Sur del 18 de septiembre de 1910.

El 18 de septiembre de 1899, a las 23 horas, empezó un voraz incendio que consumió a toda la imprenta del diario. Puso en grave peligro la continuidad del periódico, pero este, tras una remodelación, logró seguir editándose.
Hasta 1957 el periódico estuvo vinculado a la Sociedad Agrícola del Ancoa Ltda., la cual era propietaria en Linares de los fundos San Antonio de Ancoa, El Melado y Botacura, y que continuó en años siguientes entregando aportes económicos a la empresa periodística.
Para la gran catástrofe del terremoto de 1960, el periódico no detuvo su impresión y circulación, lo que le valió el premio SIP-Mergenthaler entregado por la Sociedad Interamericana de Prensa. Traía dramáticas fotografías e informaba de todo el acontecer de la catástrofe a nivel nacional.

### Período de la dictadura militar (1973-1990)
El Sur fue un férreo opositor al gobierno de Salvador Allende. El 17 de octubre de 1972, un grupo de trabajadores simpatizantes de izquierda se tomaron las instalaciones del periódico, impidiendo la publicación del matutino. El 9 de noviembre el periódico fue desalojado mediante una orden judicial.
Tras el golpe de Estado de 1973, que derrocó al presidente Salvador Allende y dio inicio a la dictadura militar de Augusto Pinochet, el periódico fue uno de los medios que difundieron el supuesto Plan Z, un plan conspirativo, hoy ya desmentido, creado para justificar el golpe de Estado. En una nota de prensa del 18 de septiembre de 1973, el periódico publicó lo siguiente:
Los allanamientos practicados en residencias oficiales, sedes partidarias y viviendas de militantes marxistas, no dejan lugar a ninguna duda de que se esperaba el momento propicio para dar el golpe de mano definitivo, a cualquier precio, que les permitiera a la izquierda hacerse del poder total. Ese golpe de mano, sería corroborado con los miles de documentos encontrados en la Subsecretaría del Interior, los cuales daban cuenta del «Plan Z» a efectuarse el 17 de septiembre, el cual consistía en eliminar a toda la jerarquía de las Fuerzas Armadas y Carabineros y los dirigentes de los sectores democráticos, para quedar con el país a merced del totalitarismo definitivo.
En 1979 el diario creó la Sociedad Periodística e Impresora Renacimiento, un moderno complejo de impresión cuya sede estaba en Martínez de Rozas 1591, y en el cual se desarrolló la transición del sistema de linotipias al ófset, siendo impreso el primer ejemplar de El Sur bajo el nuevo sistema el 15 de noviembre de 1980. Al año siguiente el diario editó su primera "Cartilla de Estilo", con objetivos y definiciones respecto del trabajo periodístico.
Para la celebración de su centenario, El Sur realizó durante 1982 diversas actividades conmemorativas y homenajes, concluyendo el 15 de noviembre con la publicación de una voluminosa edición especial de 96 páginas en la cual se resumían las principales informaciones de los últimos 100 años y diversas reflexiones sobre las actividades de la región. En esa misma fecha Correos de Chile emitió un sello postal conmemorativo del centenario.

### Retorno a la democracia

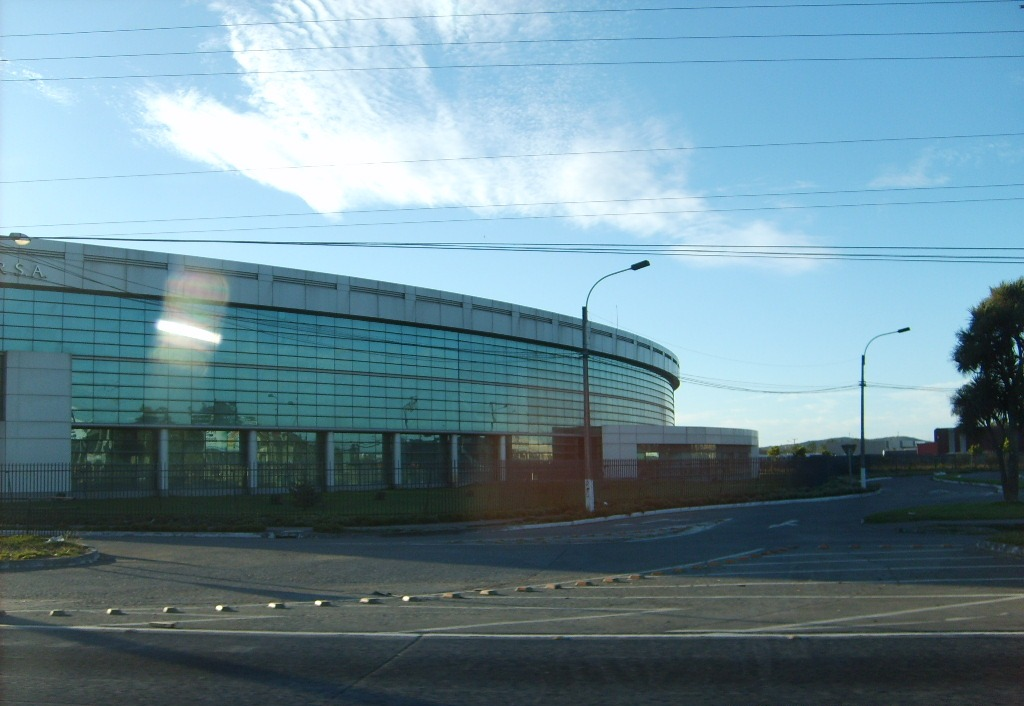
Antiguo edificio corporativo de El Sur, inaugurado en 1999, utilizado hasta 2011.

En abril de 1999 se inauguró un nuevo edificio corporativo, más moderno y actual, que contaba con tres plantas, talleres gráficos, auditorio y comedores para el personal, en avenida Jorge Alessandri 1977, comuna de Hualpén.
Por más de 100 años el periódico permaneció en manos de la familia Lamas, hasta que en 2006 El Mercurio S.A.P. compró Diario El Sur S.A., por lo que El Sur se afilió como periódico regional de este. Al año siguiente, el periódico sufrió una fuerte remodelación de imagen y estilo, con un cambio de logo, nueva estructuración y nuevos suplementos. El nuevo diseño de El Sur debutó el 27 de agosto de 2007.
Tras el terremoto del 27 de febrero de 2010, El Sur no circuló durante 2 días, retornando el día 2 de marzo con una edición gratuita de 12 páginas, destinada a informar sobre las consecuencias del movimiento telúrico en la zona.
En mayo de 2013 el periódico trasladó sus oficinas a un nuevo edificio construido en el centro de Concepción, frente a la Plaza de la Independencia.
En febrero de 2022 asume como directora la periodista Isabel Plaza Vásquez, anteriormente editora general del mismo diario, convirtiéndose en la primera mujer en tomar la dirección de El Sur en sus 139 años de vida.

## Directores

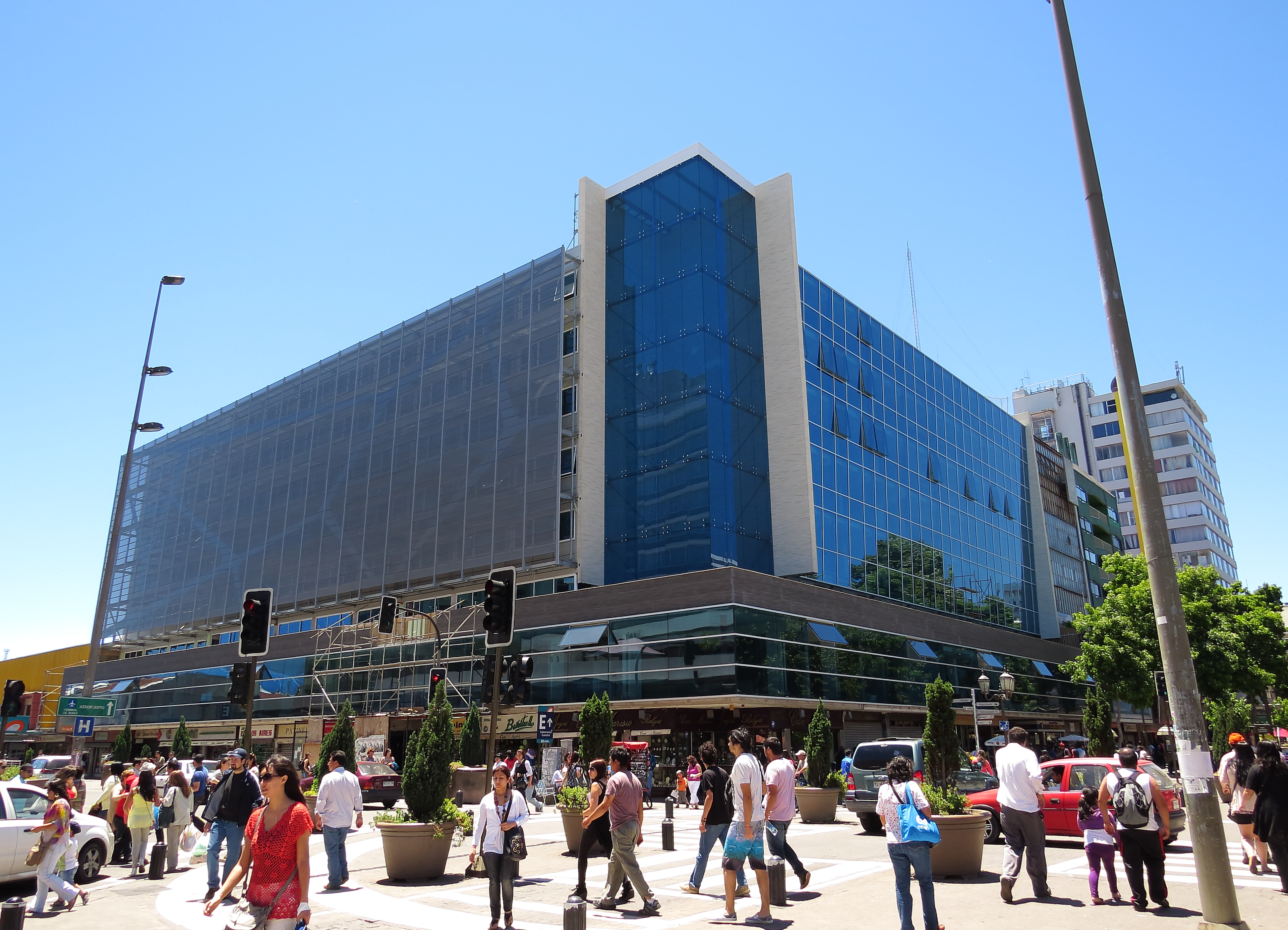
Edificio Fiuc, en el centro de Concepción, donde actualmente están las oficinas de El Sur.

| Período                                     | Director                                                                                       |
| ------------------------------------------- | ---------------------------------------------------------------------------------------------- |
| 1882-1886                                   | Gustavo Sepúlveda                                                                              |
| 1886-1891                                   | Juan Castellón Larenas                                                                         |
| 1891-1896                                   | Gustavo Sepúlveda                                                                              |
| 1896-1901                                   | Cesáreo Erazo                                                                                  |
| 1901-1919                                   | Julio Parada Benavente                                                                         |
| 1919-1921                                   | Juan Bautista Fuenzalida                                                                       |
| 1921-1943                                   | Luis Silva Fuentes                                                                             |
| 1943-1959                                   | Armando Lazcano Herrera                                                                        |
| 1959-1965                                   | Emilio Filippi Muratto                                                                         |
| 1965-1977                                   | Iván Cienfuegos Uribe                                                                          |
| 1977-1990                                   | Hernán Alvez Catalán                                                                           |
| 31 de enero de 1991-31 de diciembre de 2000 | Rafael Maira Lamas (director y delegado del Consejo) Ricardo Hepp Kuschel (director ejecutivo) |
| 2001-2006                                   | Ricardo Hepp Kuschel                                                                           |
| Julio de 2006-2010                          | Ernesto Montalba Rencoret                                                                      |
| Febrero de 2011-octubre de 2015             | Mauricio Rivas Alvear                                                                          |
| 2015-2021                                   | Guido Rodríguez Avilés                                                                         |
| 2022-actualidad                             | Isabel Plaza Vásquez                                                                           |

## Contenido

### Edición lunes a domingo
- Portada y Cuerpo Uno (12 páginas): Editorial y Opinión, Actualidad (noticias de la zona), Actualidad general, Economía y Empresas, Tendencias.

- Cuerpo Dos (12 páginas): Deportes, Clasificados, Defunciones (obituario), Página del Lector (crucigrama, fotoclick) y Cultura y Espectáculos

### Estructura histórica
Durante su larga historia, El Sur ha pasado por distintos esquemas de organización. Uno de los cambios más importantes fue el sucedido en 2007, resultado de la adquisición del diario por El Mercurio S.A.P..
Además de una gran reducción de personal, desaparecieron los suplementos dominicales La Ronda de Los Sapos (infantil) —publicado desde septiembre de 1981— y el misceláneo La Gaceta del Sur —publicado desde junio de 1973—.